# أليكون دي أورتيغا
بلدية أليكون دي أورتيغا (بالإسبانية: Alicún de Ortega) هي بلدية تقع في مقاطعة غرناطة التابعة لمنطقة أندلوسيا جنوب إسبانيا.

## الديموغرافيا
بلغ عدد سكان بلدية أليكون دي أورتيغا 528 نسمة عام 2011 (وفقاً للمعهد الوطني الإسباني للإحصاء).
| 783 | 719 | 637 | 563 | 555 | 526 | 528 |

## أعلام
- ميغيل مارين